# Joop Beljon
Joop Beljon (Schoten, 11 januari 1922 – Oud-Beijerland, 12 december 2002) was een Nederlandse lithograaf en beeldhouwer. Onder de naam J.J. Beljon en het pseudoniem B(ernhard) Majorick was Joop Beljon ook schrijver. Het pseudoniem had Beljon overgenomen van de schrijver Godfried Bomans.

## Leven en werk
Johannes Jacobus (Joop) Beljon was een leerling van de beeldhouwer Theo van Reijn.
Beljon was een omgevingskunstenaar en hij werkte veelvuldig samen met de architecten van projecten in opdracht van de Rijksgebouwendienst, onder andere in Den Haag, Arnhem, Apeldoorn, Nijmegen, Groningen en Utrecht.
Hij voerde werken uit in diverse landen, zoals in:
- de Verenigde Staten: Homage to Sam Rodia (1965), campus California State University - Long Beach (wit geschilderd beton, 19-delig en 4 à 5 meter hoog).
- Mexico: Tertulia de los Gigantes (1968) in Mexico-Stad (7 felgekleurde betonnen torens); sculptuur Al Alimon (2001) op het eiland Isla Mujeres en sculptuur Caballo Negro (postuum, 2003) in Chetumal, de hoofdstad van Quintana Roo op het schiereiland Yucatán.
- Bahrein: 3 tuinen annex fonteinen en zwembad (1981) in Bahrein.
- Israël: plastiek Dukdalf (1984), Shaltielgebouw in Jeruzalem (project met andere kunstenaars, zoals Sheila Hicks en Alexander Calder).

In 1998 won hij de oeuvreprijs Nederlandse beeldhouwkunst, de Wilhelminaring, waarna hij de opdracht kreeg voor een sculptuur in het Sprengenpark in Apeldoorn.
Gedurende 27 jaar was Beljon directeur van de Koninklijke Academie van Beeldende Kunsten in Den Haag (1957-1985).
Bij aanvang van zijn directeurschap kreeg de academie het predicaat Koninklijk ter gelegenheid van het 275-jarig bestaan.

## Werken (selectie)
- 1947 Herdenkingsmonument Sint Jozef in Ambt Delden
- 1954 Monument Mr. van Amerongen in Hoofddorp
- 1962 Drie zuilfiguren (hout), Catullusweg in Rotterdam-IJsselmonde
- 1965 betonreliëf in Monster
- 1967/68 Tertulia de gigantes[1], Ruta de la Amistad in Mexico-Stad t.g.v. de Olympische Zomerspelen 1968
- 1969 Monument Rijkswaterstaat (sculpturen in beton, hoogte variërend tot maximaal 12 meter) in Den Haag
- 1969/70 Markering hoofdingangen Rijksbelastinggebouw in Arnhem
- 1970 Cascade-fontein, Amro kantoor in Eindhoven
- 1972 Sculpturen Rijkscomputercentrum in Apeldoorn
- 1972 Fontein, Willemsplein in Tilburg
- 1973 Vormgeving winkelcentrum Leidsenhage in Leidschendam
- 1973 Abri's, Stadhuisplein in Tilburg
- 1974/77 Vormgeving terrein Erasmusgebouw, Katholieke Universiteit in Nijmegen
- 1975/77 Zonder titel, project met fontein voor het F.A.F.C. Wentgebouw, Sorbonnelaan 16 in Utrecht
- 1979 Plastiek (beton), Gemeentelijk Vervoerbedrijf in Dordrecht
- 1980 Vormgeving met fontein, terrein Katholieke Universiteit in Nijmegen
- 1983 Serie plastieken (baksteen, 8 meter), Streekschool Apeldoorn
- 1984 Plastiek (beton, 8 meter), Scholengemeenschap Isendoorn College in Warnsveld
- 1992 Fonteinplastiek, Universitair Medisch Centrum Groningen in Groningen
- 1993 Monument Deltawerken "Pilaar met de waakzame ogen" (beton, 12 meter hoog) in Vlaardingen
- 1999 De versmelting, J.F. Kennedylaan/Jachtlaan in Apeldoorn

## Fotogalerij

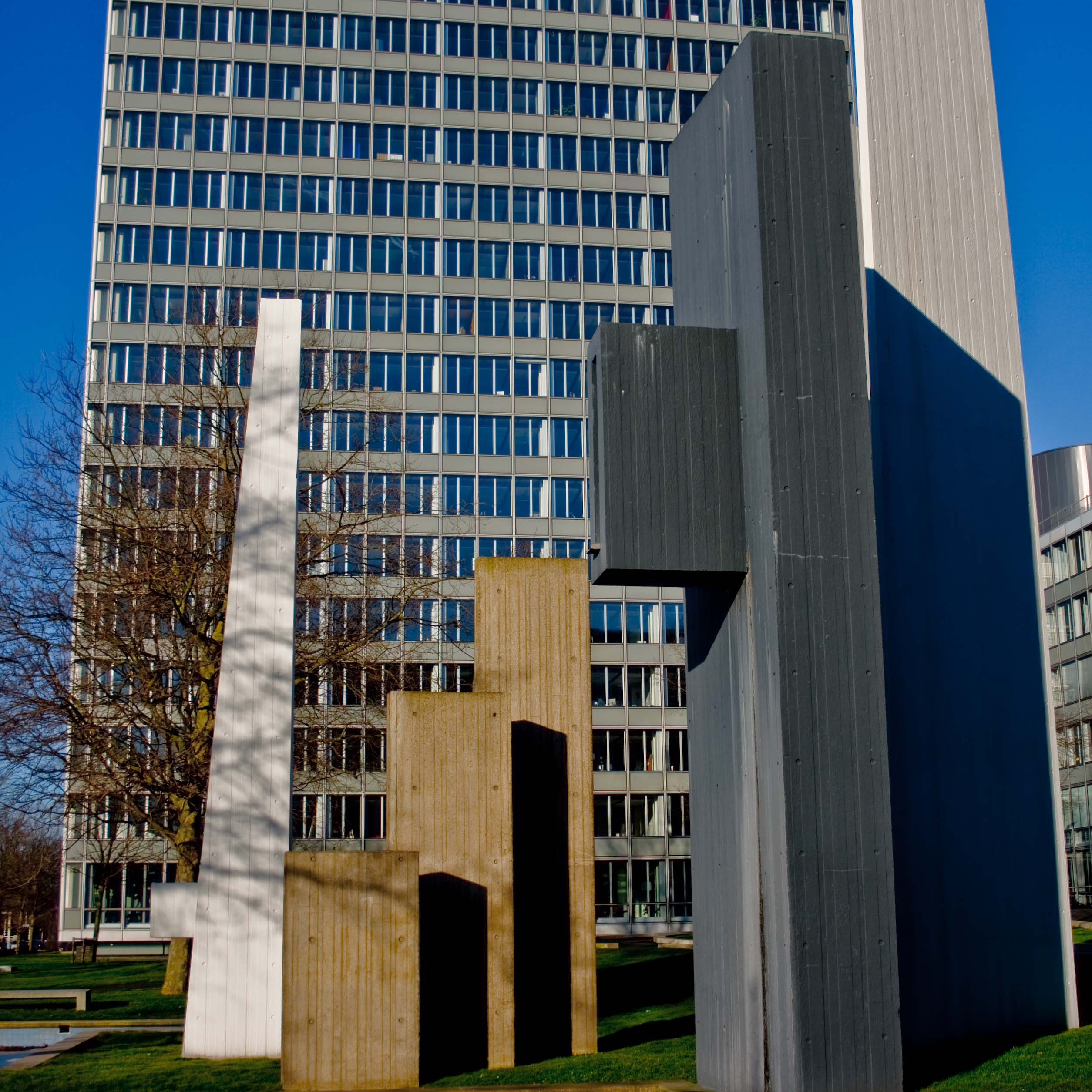
Monument Rijkswaterstaat in Den Haag
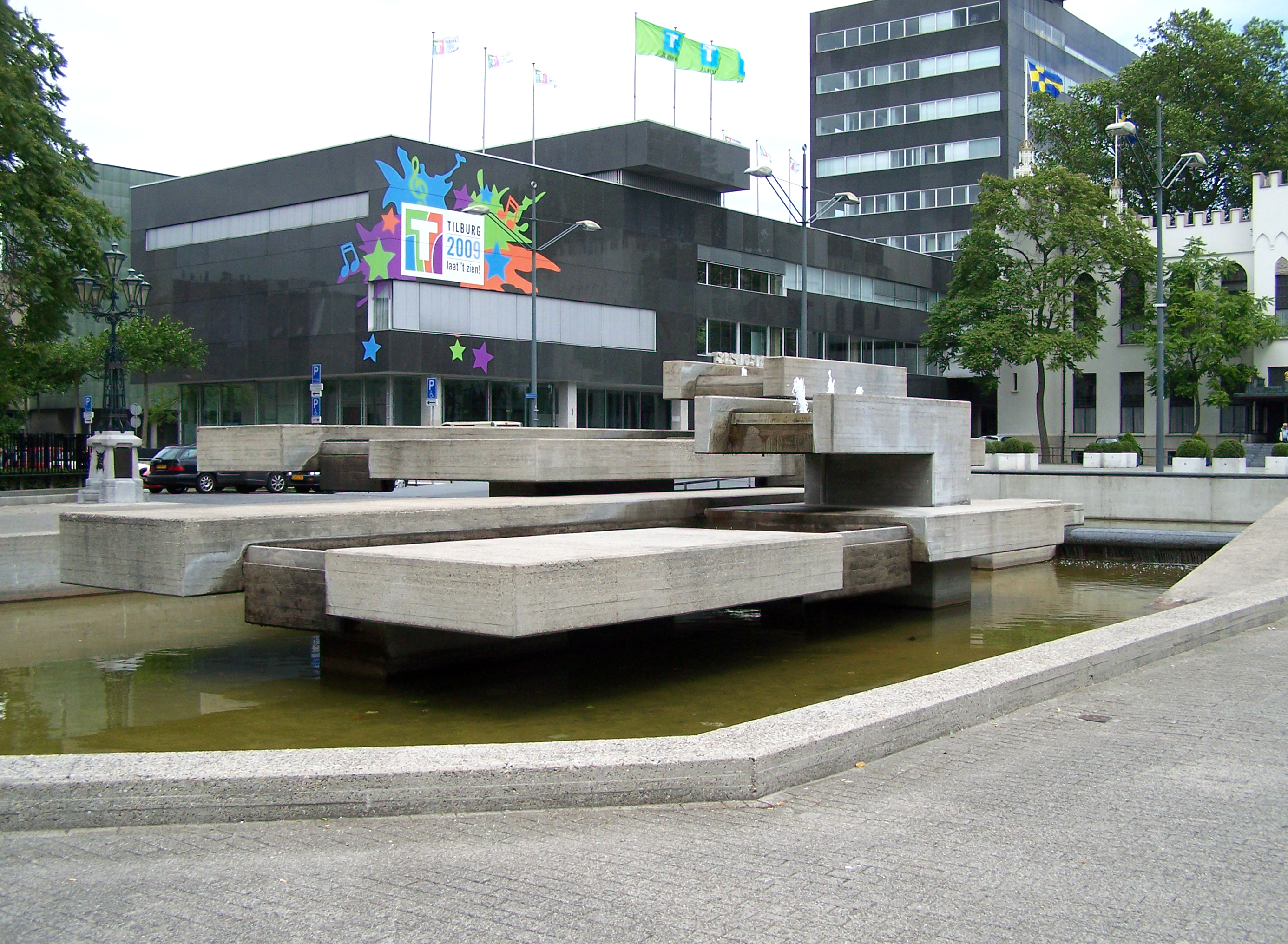
Fontein van Beljon, voor het Paleis-Raadhuis op het Willemsplein in Tilburg
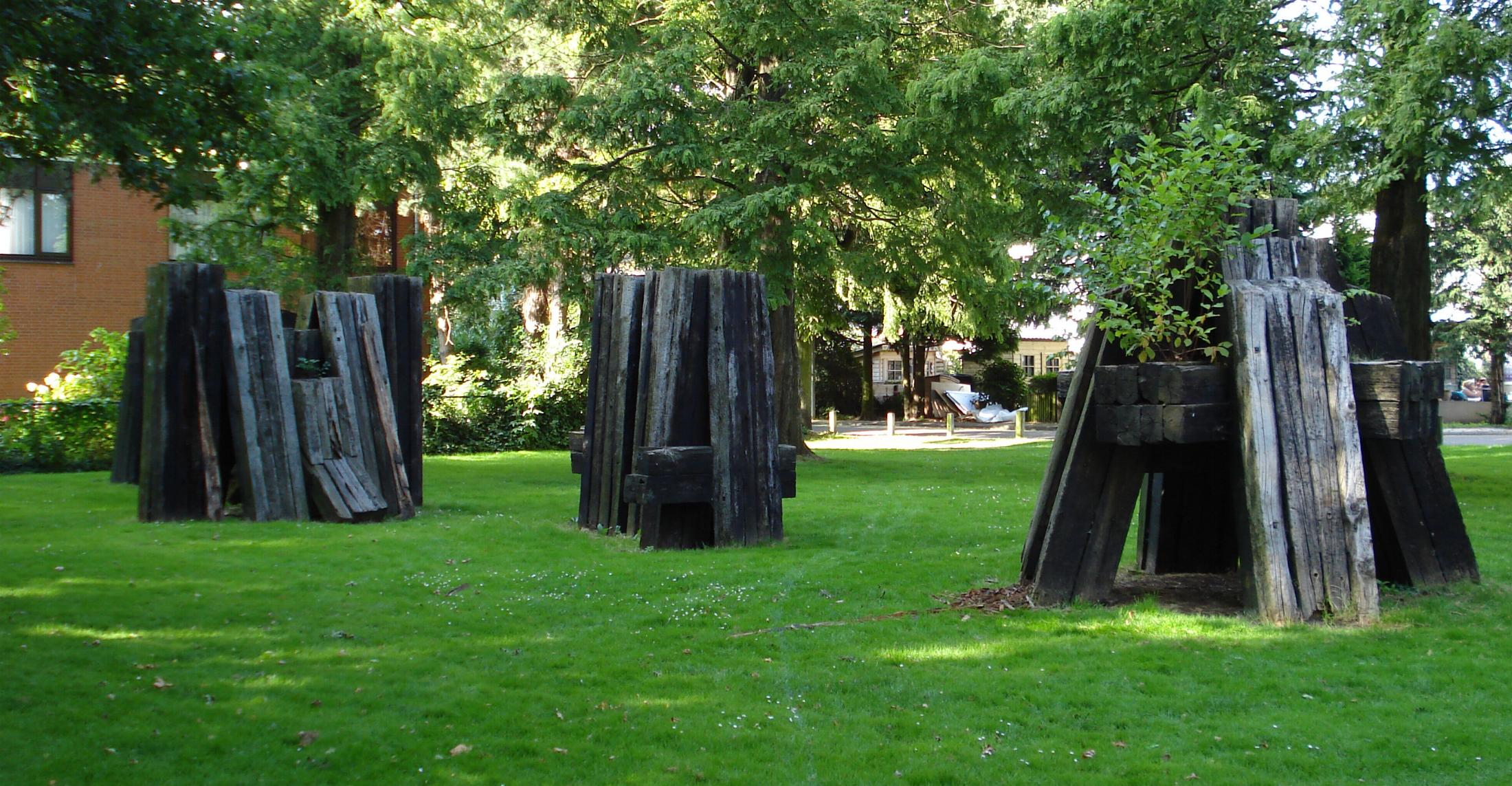
Acht objecten in Den Haag
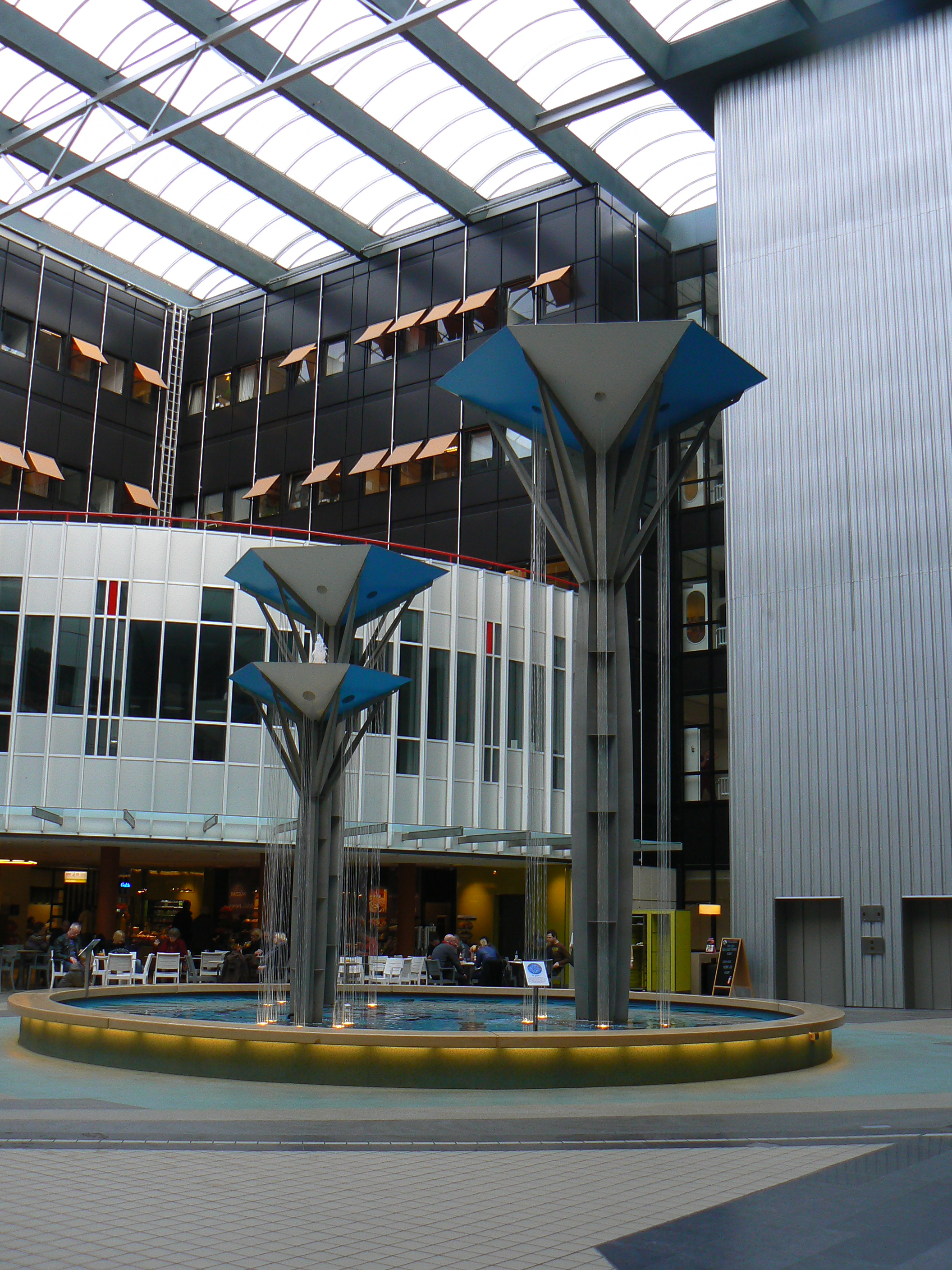
Fonteinplastiek (1992) in Groningen
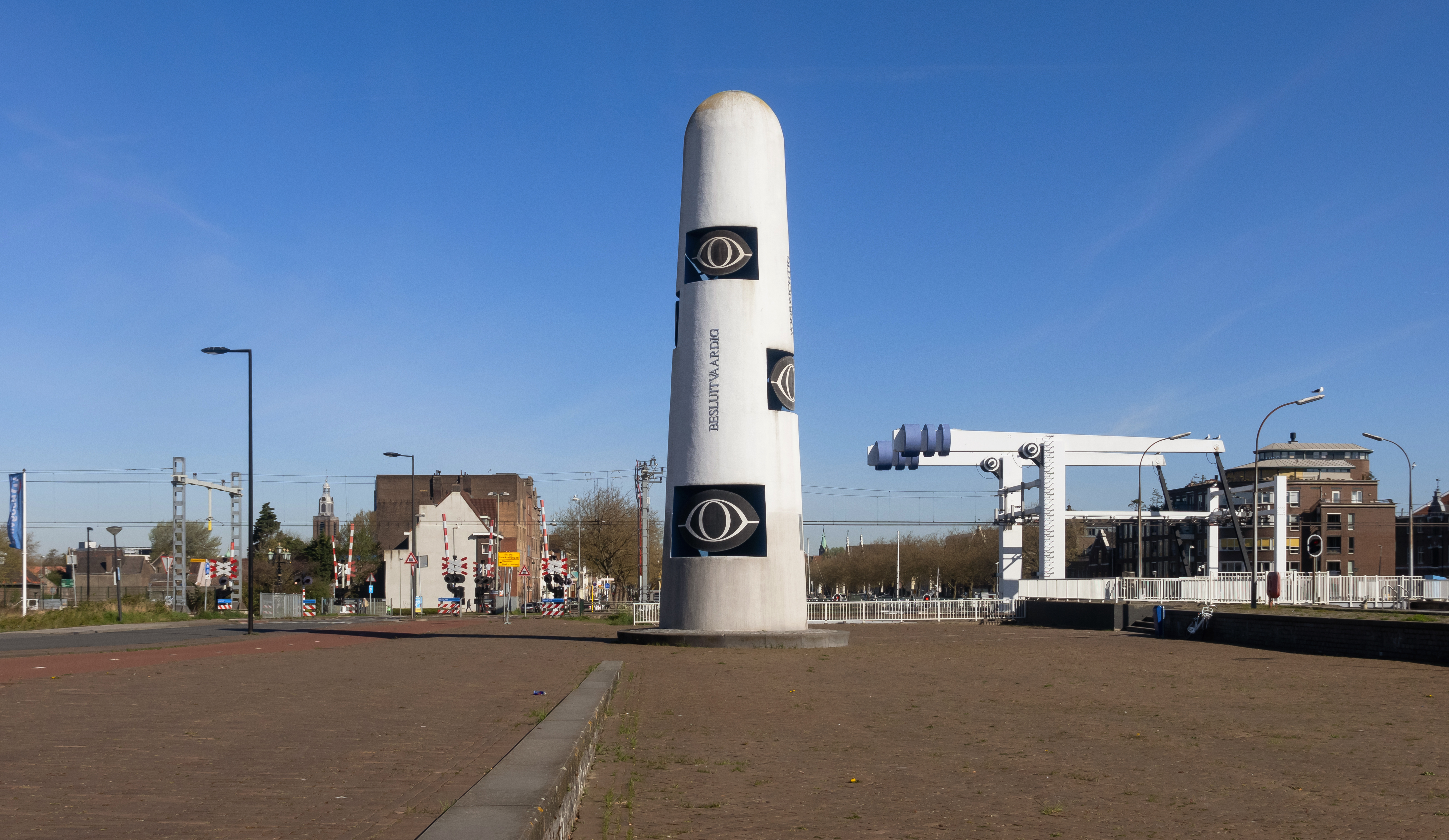
Pilaar met de wakende ogen (1993), Vlaardingen
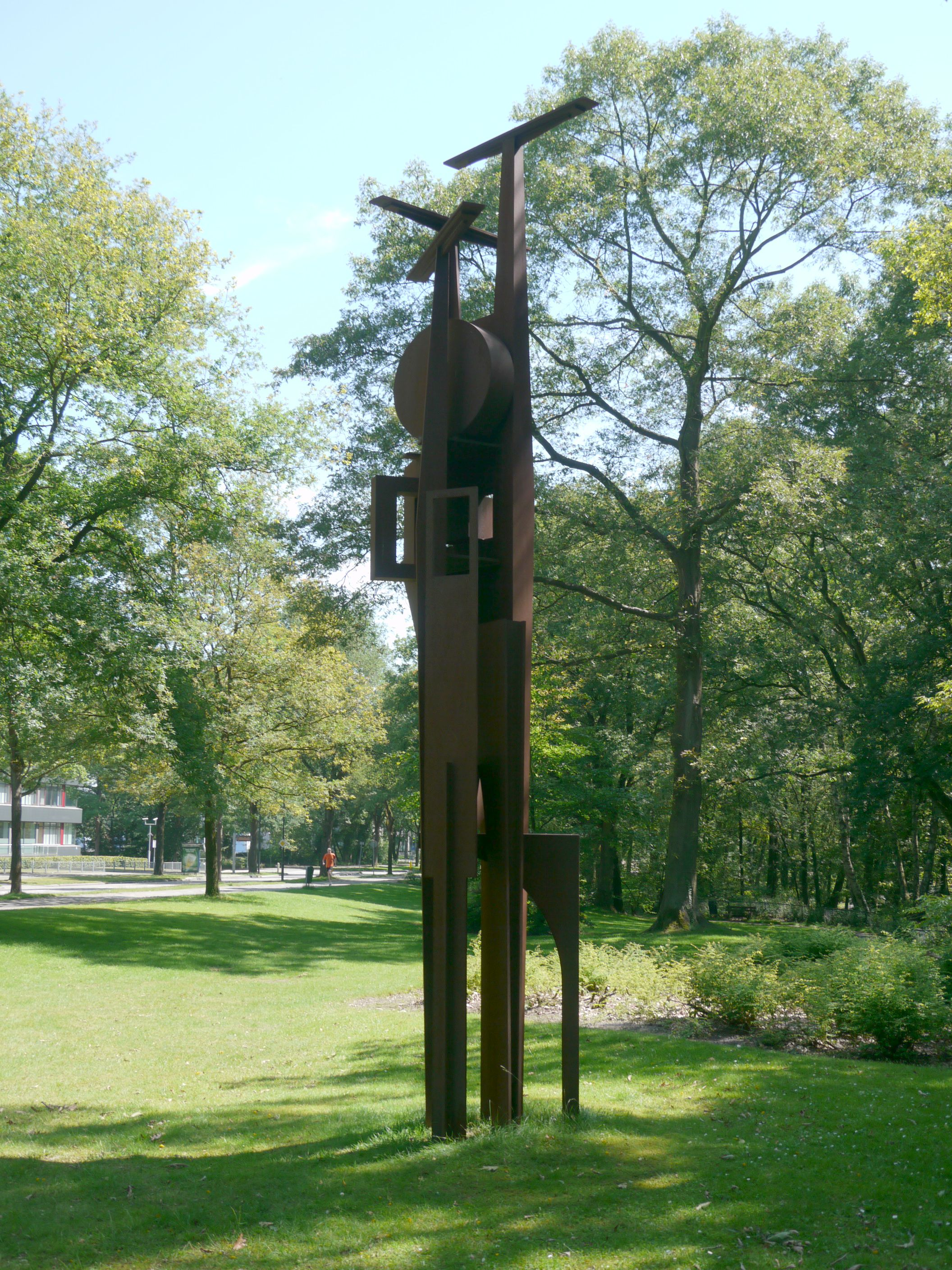
De Versmelting (1999), Apeldoorn